# معدن (خبر بافت)
معدن (بالإنجليزية: Madan, Kerman)‏ هي مستوطنة تقع في إيران في Khabar Rural District. يقدر عدد سكانها بـ 22 نسمة .